# Gilbert Gatore
Gilbert Gatore est un romancier rwandais né en 1981 au Rwanda.
En 1994, sa famille fuit le Rwanda et se réfugie au Zaïre. En 1997, il s'installe en France.
Diplômé de l'IEP de Lille, il est ensuite reçu à HEC d'où il est sorti en février 2008.
Son premier roman, Le Passé devant soi est, après Le Feu sous la soutane de Benjamin Sehene, la seconde tentative d'un auteur rwandais d'aborder le thème du génocide par le biais de la fiction.
Ce volume est annoncé comme le premier tome d'une suite intitulée Figures de la vie impossible.
En mai 2012, l'écrivain qui avait fait une demande de naturalisation a vu celle-ci refusée par les autorités françaises.

## Distinctions
- Prix Ouest-France, voyageurs, 2008 (pour le Passé devant soi)

## Œuvre
- Le Passé devant soi, éditions Phébus, Paris, 2008, 215 p.  (ISBN 9782752903099) (OCLC 494703324).